# ゲイリー・ウィリス
ゲイリー・ウィリス（Gary Willis、1957年3月28日 - ）は、フュージョン・バンドであるトライバル・テックの共同創設者（スコット・ヘンダーソンと）として最も有名なアメリカ合衆国のベーシストおよび作曲家である。ウィリスは、トライバル・テックでの仕事の他に、ウェイン・ショーター、デニス・チェンバース、アラン・ホールズワースなど、多くのジャズ・ミュージシャンと仕事をしている。2006年にアルバム『S3』がリリースされた「スローターハウス3」というモダン・ジャズ/ファンク/グルーヴ・パワー・トリオを結成し、ドラマーのカーク・コヴィントン、サックス奏者のリバート・フォーチュニーとのコラボレーションを継続している。ウィリスの最新のソロCD『Larger Than Life』は、2015年に「Abstract Logix」レーベルからリリースされた。
『Larger Than Life』に加えて、ウィリスのソロ・キャリアには、2013年の『Retro』、2007年の『Actual Fiction』、1996年の『No Sweat』、1998年の『Bent』といったアルバムがある。ウィリスは、ベースについての4冊の書籍『Fingerboard Harmony for Bass』『The Gary Willis Collection』『Ultimate Ear Training for Guitar and Bass』『101 Bass Tips』の著者であり、すべてハル・レナードから発行している。
テキサス州出身のウィリスは、ノーステキサス音楽大学で作曲と即興演奏を学び、ギターからベースに転向した。現在、スペインのバルセロナにあるカタロニア音楽大学のインストラクターを務めている。
ゲイリー・ウィリスは、彼の代表的なモデルであるアイバニーズのフレットレス5弦ベース、アギュラーのアンプ、ダダリオの弦を使用している。
彼は現在、バークリーのスペイン・バレンシア・キャンパスでもインストラクターを務めている。

## ディスコグラフィ

### ソロ・アルバム
- No Sweat (1996年、Alchemy)
- Bent (1998年、Alchemy)
- Actual Fiction (2007年、Abstract Logix)
- Retro (2013年、Abstract Logix)
- Larger Than Life (2015年、Abstract Logix)

### トライバル・テック
- 『スピアーズ』 - Spears (1985年)
- 『Dr. Hee』 - Dr. Hee (1987年)
- 『ノーマッド』 - Nomad (1990年)
- 『トライバル・テック』 - Tribal Tech  (1991年)
- 『イリシット』 - Illicit (1992年)
- 『フェイス・ファースト』 - Face First (1993年)
- 『プライマル・トラックス』 - Primal Tracks (1994年)
- 『リアリティ・チェック』 - Reality Check (1995年)
- 『シック』 - Thick (1999年)
- 『ロケット・サイエンス』 - Rocket Science (2000年)
- 『テン』 - X (2012年)

### アンクル・モーズ・スペース・ランチ
- 『アンクル・モーズ・スペース・ランチ』 - Uncle Moe's Space Ranch (2001年)
- Moe's Town (2007年)

### Slaughterhouse 3
- S3 (2006年)

### Triphasic
- Shaman (2008年)

## CDレビュー
- Gary Willis | "Actual Fiction" and "Slaughterhouse 3"
- "Retro"